# Martinj Vrh
Martinj Vrh – wieś w Słowenii, w gminie Železniki. W 2018 roku liczyła 237 mieszkańców.